# 니혼 팔콤
니혼 팔콤 코퍼레이션(일본어: 日本ファルコム株式会社, 영어: Nihon Falcom Corporation)은 일본의 비디오 게임 개발사이다. 롤플레잉 비디오 게임을 위주로 제작해며, 대표작인 작품으로 《이스》, 《영웅전설》, 《드래곤 슬레이어》, 《궤적》이 있다.
1981년 3월 카토 마사유키가 설립했으며, 1980년대부터 일본 컴퓨터 모델로 비디오 게임을 제작해 액션 롤플레잉 게임 장르, 일본의 롤플레잉 비디오 게임 산업, 일본에서의 가정용 컴퓨터 열풍 등에 기여한 기업으로 거론된다.

## 역사
회사명은 《스타워즈》에 등장한 《밀레니엄 팔콘호》에서 팔콘(영어: Falcon)을 따와 마지막 글자를 당시 컴퓨터 관련 회사의 회사명으로 빈번히 쓰였던 ~com으로 바꾼 것에 유래하였다.
1980년대, 도쿄도 다치카와시의 PC 판매점을 경영하며 PC용 게임 소프트웨어를 제작하여 판매하고 있었다. 당시엔 시뮬레이션 게임을 시작으로, 슈팅 게임, 골프 게임, 서양 점성술 소프트웨어 같은 다양성을 가지고 있었으며, 1984년 롤플레잉 게임 《드래곤 슬레이어》가 등장한다. 이때부터 액션 롤플레잉 게임을 중심으로 활발하게 자사 개발을 하게 되었다. 1985년에 액션 RPG 《제나두》가 유통 출하 조사로 40만 카피의 판매 수를 기록했다.
1987년에 발매된 액션 RPG 《이스》는 후속작 《이스II》와 같이 대 히트를 기록한다. 그 후, 빅터 음악산업(ビクター音楽産業), 카도카와 서점(角川書店), 킹 레코드(キングレコード)와 손을 잡고 팔콤 레이블을 설립하여 오리지널/어레인지 CD나 OVA를 제작하고, 〈팔콤 페스티벌〉, 〈미스 리리아 콘테스트〉와 같은 이벤트를 개최하는 등, 미디어 믹스가 활발히 일어났다. 그밖에 1989년부터 1998년 사이에 도쿄, 요요기에 자사 제품의 상품의 판매 직영점 〈팔콤샵〉을 개점하였다. 또한 가정용 게임기인 패밀리 컴퓨터, 슈퍼 패미컴, PC엔진에 관여하여 남코, 허드슨 소프트, 코에이, 빅터, 톤킨하우스, 에폭사 등과 라이선스를 맺고 가정용 게임기 시장에 진출하였다.
1992년부터 1994년에는 PC게임 《영웅전설 II》, 《브랜디쉬 2》, 《영웅전설 III》, 《브랜디쉬3》의 발매만으로 그쳤다. 가정용 게임기 분야에선 자사 개발로 슈퍼 패미컴 게임 《퍼플 메일》, 《이스V》를, PC엔진 게임 《바람의 전설 제나두》, 《바람의 전설 제나두II》를 공급하는 한편, 세가의 메가 드라이브, 메가CD에 진출하고자 자회사로서 세가팔콤을 설립하여 《퍼플 메일》, 《영웅전설》, 《영웅전설II》, 《로드 모나크》를 출시하였다.
1988년부터 1996년까지 매년 연말엔 게임사이트나 라디오드라마 같은 것이 수록된 팔콤의 팬을 위한 CD박스 《팔콤 스페셜 BOX》 시리즈가 발매되어 인기를 얻었다. 2003년에 팬들의 뜨거운 호응에 힘입어 《팔콤 스페셜 BOX'2004》가 7년 만에 발매되었다.
1990년 후반엔 지금까지의 후속작 발매 이외에, 1995년 PC게임 《리바이벌 제나두》를 시작으로 리메이크, 특전 삽입, 재판매 전략을 개시했다. 리메이크된 작품은 《팔콤 클래식스》라는 이름이 붙여져 세가 새턴용으로 발매되었다. 새로운 작품을 원하는 일부 팬들에게는 비난을 받았지만 신규 유저를 확대하는 데 크게 공헌하였고, 1998년에는 윈도우판 이스의 리메이크 작품인 《이스 이터널》이 폭발적인 인기를 누렸다. 이후 기존 작품의 리메이크를 크게 원하는 신규 유저와 새로운 작품을 원하는 기존 유저 간의 큰 의견 차이를 일으켰다. 1997년에는 오랜만에 후속작이 아닌 《밴티지 마스터》, 2001년에는 《쯔바이!!》를 발매하였다.
또한, 이때부터 해외 게임을 일본 실정에 맞게 로컬라이즈하여 발매하기 시작했다. 제1탄으로, 1999년에 한국의 소프트맥스사가 제작한 RPG 《서풍의 광시곡》을 일본 실정에 맞게 대폭 어레인지하여 발매하였다. 그 후에도 2003년에 중화민국의 SEASON SOFTWARE사, SOFTOP사가 제작한 RPG 《월영의 데스티니》, 한국 손노리, 그라비티사가 제작한 《악튜러스》, 2004년에 중화민국의 UserJoy Technology사가 제작한 RPG 《환상삼국지 시리즈》를 계속해서 발매하였다.
2001년 (구)니혼 팔콤 주식회사에서 게임 부분을 분할하여 현재의 니혼 팔콤 주식회사를 설립한다. (구)니혼 팔콤은 “주식회사 팔콤”으로 상호를 변경하여, IT기초연구나 투자 사업 등을 하고 있다. 2003년 12월 2일에 도쿄 증권거래소 마더즈 에 상장되었다. 상장을 계기로 적극적으로 신작 개발·발표를 하였으며, 타사에 라이선스를 적극적으로 행사하게 되었다. 2005년 11월에는 마베라스 엔터테인먼트와 업무 제휴를 체결하여 팔콤 작품의 애니메이션을 제작하게 되었다. 2006년 6월 PSP판 《구루민》으로 PSP 게임 개발에 진입한다. 2006년 9월에는 PSP판 《영웅전설VI 하늘의 궤적 FC》가 발매되었다.
2006년 11월, 팔콤의 첫 온라인게임 《소서리안 온라인》의 서비스가 개시되었다. Cj internet의 넷마블이《이스 온라인》을 서비스하고 있으며, 2010년 말에 서비스가 완전 중단되었다. 《쯔바이 온라인》을 대한민국의 네온 소프트에서 제작하고 퍼블리싱은 위메이드 엔터테인먼트에서 했다. 2009년 12월부터 클로즈드 베타에 들어갔다. 팔콤에서 라이선스를 주고 타 제작사에서 제작하는 형식이다.

## 개발 게임
| 연도 | 게임                                             | 플랫폼                                                                              |
| ---- | ------------------------------------------------ | ----------------------------------------------------------------------------------- |
| 1982 | 갤럭틱 워즈                                      | PC-8801                                                                             |
| 1983 | 슈퍼 마작                                        | X1                                                                                  |
| 1983 | 버드 랜드                                        | PC-8801                                                                             |
| 1983 | 컴퓨터 더 골프                                   | PC-8801                                                                             |
| 1983 | 호러 하우스                                      | PC-8801                                                                             |
| 1983 | 코스믹 파이터 II                                 | X1                                                                                  |
| 1983 | 슈퍼 호로스코프 한자 버전                        | PC-8801                                                                             |
| 1983 | 프라이빗 스트리퍼                                | PC-8801, FM-7, PC-9801                                                              |
| 1983 | SSGN 코버트 크루이즈 스페셜 어택 스트래티지      | FM-8                                                                                |
| 1983 | 파노라마 아일랜드                                | PC-8801                                                                             |
| 1983 | 호러 하우스 파트 II                              | PC-8801                                                                             |
| 1984 | 몬스터 하우스                                    | 샤프 MZ                                                                             |
| 1984 | 데몬즈 링                                        | PC-8801, FM-7, PC-9801                                                              |
| 1984 | 아스테카                                         | PC-8801, FM-7, PC-9801                                                              |
| 1984 | 북의 위협                                        | PC-6001                                                                             |
| 1984 | 이스케이프 프롬 트와일라잇 존                    | FM-7                                                                                |
| 1984 | 드래곤 슬레이어                                  | PC-8801, FM-7, X1, MSX                                                              |
| 1985 | 드래곤 슬레이어 II: 재너두                       | X1, PC-8801, FM-7, PC-9800, MSX, MSX2                                               |
| 1986 | 재너두 시나리오 II                               | PC-8801, FM-7, PC-9801                                                              |
| 1986 | 로맨시아                                         | X1, PC-8801, PC-9801, MSX, MSX2                                                     |
| 1986 | 태양의 신전: 아스테카 2                          | X1, PC-8801, PC-9801, FM-7, MSX2, 패밀리 컴퓨터                                     |
| 1987 | 이스 I: 에인션트 이스 배니시드                   | PC-8801, X1, PC-9801, FM-7, MSX2, 세가 마스터 시스템                                |
| 1987 | 드래슬레 패밀리                                  | MSX2, 패밀리 컴퓨터                                                                 |
| 1987 | 소서리안                                         | PC-8801, PC-9801, X1, MSX2                                                          |
| 1988 | 이스 II: 에인션트 이스 배니시드 - 더 파이널 챕터 | PC-8801, PC-9801, FM7, X1, MSX2                                                     |
| 1989 | 스타 트레이더                                    | PC-8801, PC-9801                                                                    |
| 1989 | 이스 III: 원더러스 프롬 이스                     | PC-8801, PC-9801, MSX2                                                              |
| 1989 | 드래곤 슬레이어: 영웅전설                        | PC-9801, FM 타운즈, MSX2                                                            |
| 1990 | 다이노소어                                       | PC-8801, PC-9801, FM 타운즈                                                         |
| 1991 | 로드 모나크                                      | PC-9801, FM 타운즈                                                                  |
| 1991 | 브랜디쉬                                         | PC-9801, FM 타운즈                                                                  |
| 1991 | 팝플 메일                                        | PC-8801, PC-9801, 슈퍼 패미컴, 세가 CD                                              |
| 1992 | 드래곤 슬레이어: 영웅전설 II                     | PC-8801, PC-9801                                                                    |
| 1993 | 브랜디쉬 2                                       | PC-9801                                                                             |
| 1994 | 바람의 전설 재너두 2                             | PC 엔진 CD                                                                          |
| 1994 | 영웅전설 III 하얀마녀                            | PC-9801                                                                             |
| 1994 | 브랜디쉬 3                                       | PC-9801                                                                             |
| 1994 | 리바이벌 재너두                                  | PC-9801                                                                             |
| 1995 | 바람의 전설 재너두 II                            | PC 엔진 CD                                                                          |
| 1995 | 리바이벌 재너두 II 리믹스                        | PC-9801                                                                             |
| 1995 | 이스 V: 잃어버린 모래도시, 케핀                  | 슈퍼 패미컴                                                                         |
| 1996 | 영웅전설 IV 주홍물방울                           | PC-9801                                                                             |
| 1996 | 브랜디쉬 VT                                      | PC-9801                                                                             |
| 1996 | 로드 모나크 오리지널                             | 마이크로소프트 윈도우                                                               |
| 1997 | 로드 모나크 퍼스트                               | 마이크로소프트 윈도우                                                               |
| 1997 | 로드 모나크 프로                                 | 마이크로소프트 윈도우                                                               |
| 1997 | 소서리안 포에버                                  | 마이크로소프트 윈도우                                                               |
| 1997 | 밴티지 마스터                                    | 마이크로소프트 윈도우                                                               |
| 1998 | 이스 I 이터널                                    | 마이크로소프트 윈도우                                                               |
| 1998 | 밴티지 마스터 V2                                 | 마이크로소프트 윈도우                                                               |
| 1998 | 모나크 모나크                                    | 마이크로소프트 윈도우                                                               |
| 1998 | 브랜디쉬 4                                       | 마이크로소프트 윈도우                                                               |
| 1999 | 영웅전설 V 바다의 함가                           | 마이크로소프트 윈도우                                                               |
| 2000 | 이스 II 이터널                                   | 마이크로소프트 윈도우                                                               |
| 2000 | 소서리안 오리지널                                | 마이크로소프트 윈도우                                                               |
| 2001 | 이스 I & II 컴플리트                             | 마이크로소프트 윈도우                                                               |
| 2001 | 쯔바이!!                                         | 윈도우, 플레이스테이션 포터블                                                       |
| 2002 | 밴티지 마스터 재팬                               | 윈도우                                                                              |
| 2002 | 다이노소어 레저렉션                              | 윈도우                                                                              |
| 2003 | 이스 VI: 나피시팀의 상자                         | 윈도우                                                                              |
| 2004 | 영웅전설 하늘의 궤적 FC                          | 윈도우, 플레이스테이션 포터블, 플레이스테이션 3, 플레이스테이션 비타                |
| 2004 | 구루민                                           | 윈도우, 플레이스테이션 포터블, 닌텐도 3DS                                           |
| 2005 | Rinne                                            | 윈도우                                                                              |
| 2005 | 이스: 페르가나의 맹세                            | 윈도우, 플레이스테이션 포터블,                                                      |
| 2005 | 재너두 넥스트                                    | N-Gage, 윈도우                                                                      |
| 2006 | 영웅전설 하늘의 궤적 SC                          | 윈도우, 플레이스테이션 포터블, 플레이스테이션 3, 플레이스테이션 비타                |
| 2006 | 이스 오리진                                      | 윈도우, 플레이스테이션 4, 플레이스테이션 비타, 닌텐도 스위치, 엑스박스 원           |
| 2007 | 영웅전설 하늘의 궤적 The 3rd                     | Windows, PlayStation Portable, PlayStation 3, Playstation Vita                      |
| 2008 | 밴티지 마스터 포터블                             | 플레이스테이션 포터블                                                               |
| 2008 | 쯔바이 2                                         | 윈도우                                                                              |
| 2009 | 브랜디쉬: 더 다크 레버넌트                       | 플레이스테이션 포터블, 윈도우                                                       |
| 2009 | 이스 I & II 크로니클스                           | 플레이스테이션 포터블, 윈도우                                                       |
| 2009 | 이스 세븐                                        | 플레이스테이션 포터블, 윈도우                                                       |
| 2010 | 이스 vs. 하늘의 궤적: 얼터너티브 사가            | 플레이스테이션 포터블                                                               |
| 2010 | 영웅전설 VII                                     | 플레이스테이션 포터블, 플레이스테이션 비타, 플레이스테이션 4, 닌텐도 스위치, 윈도우 |
| 2011 | 영웅전설 벽의 궤적                               | 플레이스테이션 포터블, 플레이스테이션 비타, 플레이스테이션 4, 닌텐도 스위치, 윈도우 |
| 2012 | 나유타의 궤적                                    | 플레이스테이션 포터블, 플레이스테이션 4, 닌텐도 스위치, 윈도우                      |
| 2012 | 이스: 셀세타의 수해                              | 플레이스테이션 비타, 플레이스테이션 4, 윈도우                                       |
| 2013 | 영웅전설 섬의 궤적                               | 플레이스테이션 3, 플레이스테이션 비타, 플레이스테이션 4, 닌텐도 스위치, 윈도우      |
| 2014 | 영웅전설 섬의 궤적 II                            | 플레이스테이션 3, 플레이스테이션 비타, 플레이스테이션 4, 닌텐도 스위치, 윈도우      |
| 2015 | 도쿄 재너두                                      | 플레이스테이션 비타, 플레이스테이션 4, 윈도우                                       |
| 2016 | 이스 VIII: 라크리모사 오브 다나                  | 플레이스테이션 비타, 플레이스테이션 4, 닌텐도 스위치, 윈도우, 구글 스테이디어       |
| 2017 | 영웅전설 섬의 궤적 III                           | 플레이스테이션 4, 닌텐도 스위치, 윈도우, 구글 스테이디어                            |
| 2018 | 영웅전설 섬의 궤적 IV                            | 플레이스테이션 4, 닌텐도 스위치, 윈도우, 구글 스테이디어                            |
| 2019 | 이스 IX: 몬스트럼 녹스                           | 플레이스테이션 4, 닌텐도 스위치, 윈도우, 구글 스테이디어                            |
| 2020 | 영웅전설 시작의 궤적                             | 플레이스테이션 4, 닌텐도 스위치, 윈도우                                             |
| 2021 | 영웅전설 여의 궤적                               | 플레이스테이션 4                                                                    |
| 2022 | 영웅전설 여의 궤적 II                            | 플레이스테이션 4, 플레이스테이션 5                                                  |

### 기타
- TLOX
- 악튜러스: 한국으로부터 수입
- 창세기전 서풍의광시곡: 한국으로부터 수입, 일러스트 부분을 일본색에 맞춰 새롭게 그려서 판매하였다.
- 환상삼국지: [대만으로부터 수입

## 참조